# Enrico I di Borgogna
Enrico I di Borgogna detto il Grande,  il cui nome alla nascita era Oddone  (in francese Eudes), (946 o 948 – Pouilly-sur-Saône, 15 ottobre 1002) fu duca di Borgogna e conte d'Autun, di Beaune e di Avallon, dal 965 alla sua morte.

## Origine
Secondo la Hugonis Floriacensis, Historia Francorum Senonensis, era il figlio terzogenito del Marchese di Neustria demarcus, conte d'Orleans e conte di Parigi, detto duca dei Franchi) e poi conte di Auxerre e anche duca di Borgogna, Ugo il Grande (895-956), e della sua terza moglie, Edvige di Sassonia (922-965), figlia quartogenita del duca di Sassonia e re dei Franchi orientali, Enrico I l'Uccellatore (876 – 936) e della sua seconda moglie Matilde (890-968), che come ci riporta, nelle sue cronache, Rodolfo il Glabro era sorella del Re di Germania, Ottone I, che, a sua volta, secondo il Widukindi Res Gestæ Saxonicæ era figlio di Enrico I e Matilde.
Ugo il Grande, capostipite dei Capetingi, era figlio del marchese di Neustria e futuro re di Francia, Roberto I e di Beatrice di Vermandois, figlia del conte di Vermandois, Erberto I (nipote del re d'Italia, Bernardo, nipote di Carlo Magno)
Oddone era nipote (prozio paterno) del re di Francia, Oddone e del re di Francia Rodolfo, marito di sua zia, Emma e fratello del futuro re di Francia, Ugo Capeto.

## Biografia
Enrico, il cui nome alla nascita era Oddone, nacque tra il 946 ed il 948 e fin da piccolo fu avviato alla carriera ecclesiastica, come ci viene confermato dai Flodoardi Annales (Oddonem clericum).
Secondo i Flodoardi Annales, suo fratello Oddone morì nel 965, senza discendenza (come ci conferma la Chronica Albrici Monachi Trium Fontium), lasciando eredi i fratelli Ugo ed Eudes (Oddone); il titolo di duca di Borgogna andò al Oddone, come ci viene confermato dalla Hugonis Floriacensis, Historia Francorum Senonensis, che, abbandonata la vita ecclesiastica assunse il nome di Enrico.
Il re di Francia, il carolingio Lotario IV (941-986), che desiderava ridurre la potenza dei robertingi, approfittando della giovane età di Enrico, continuò a sottrarre dei territori del ducato, conferendo potere ai grandi ecclesiastici, come il vescovo di Langres e altri territori vennero sottratti dal Conte di Meaux e di Troyes, Erberto il Vecchio, figlio di Roberto di Vermandois, Conte di Troyes; il potere di Enrico oltre alle contee di proprietà di Autun, Beaune e Avallon, era limitato alle sole contee di Chalon, Mâcon Digione e Semur.
Nel 975 circa, come ci conferma la Chronica Albrici Monachi Trium Fontium, sposò Gerberga di Châlon (ca. 945-ca. 990), figlia del conte di Châlon e d'Autun, Lamberto e della sua prima moglie, di cui non si conoscono né il nome né gli ascendenti; Gerberga era vedova del re d'Italia in esilio, Adalberto II (932-975) che si era rifugiato ad Autun, nel ducato di Borgogna, con la moglie ed il figlioletto Guglielmo, che, ancora secondo la Chronica Albrici Monachi Trium Fontium, dopo il matrimonio, fu adottato da Enrico Ottone, che prese il nome di Guglielmo Ottone; anche Rodolfo il Glabro, nel suo Rodulfus Glaber Cluniacensis, Historiarum Sui Temporis Libri Quinque ci conferma che Guglielmo, figliastro di Enrico, era il figlio di Adalberto, re d'Italia.
Nel 982 Enrico Ottone investì il figlio adottivo Ottone I Guglielmo del titolo di conte di Borgogna (vassallo del duca) donandogli la parte del territorio, che si trovava al di fuori del regno di Francia ed inoltre gli concesse (per diritto di matrimonio, avendo sposato Ermentrude di Roucy, vedova del conte di Mâcon) la contea di Mâcon, feudo del ducato di Borgogna.
Non conosciamo l'anno esatto della morte di Gerberga (circa 990); il necrologio della cattedrale di Auxerre (non consultato), riporta che morì il 11 dicembre.
Nel 992, secondo un documento della Ex Historia Abbatiæ Condomensis, Enrico sposò Gersenda di Guascogna, che (sempre secondo lo stesso documento della Ex Historia Abbatiæ Condomensis, del 1011, in cui Gersenda viene citata come nipote di Gombaldo, vescovo e sorella del duca, Sancho VI), era figlia del duca di Guascogna Guglielmo I e della moglie, Urraca di Navarra, che, secondo le Europäische Stammtafeln, vol III, pag. 563 (non consultate) era figlia del re di Navarra García I e della seconda moglie Teresa di León.
Il documento nº 193 del Cartulaire du Prieuré de Paray-le-Monial et visites de l'ordre de Cluny (non consultato), cita Gersenda, moglie del duca Enrico (Enrici ducis, Garlindis uxoris eius), come firmataria.
Anche due documenti del Recueil des actes du prieuré de Saint-Symphorien d'Autun de 696 à 1300, il nº 15 (Henrici ducis…[et] dominæ Garsindis comitissæ), del 992 (non consultato), ed il nº 17 (Henricus dux, Gersindis ducatrix), del 993 (non consultato), citano Gersenda come moglie di Enrico I.
Gersenda, senza essere nominata viene citata nel Rhythmus satyricus di Adalberone di Laon.
Sempre secondo un documento della Ex Historia Abbatiæ Condomensis, del 1011, sappiamo che Gersenda venne ripudiata da Enrico, verso il 996.
Dopo essere stata ripudiata, Gersenda fece ritorno in Guascogna.
Non avendo avuto figli legittimi propri dalle due mogli, in quel periodo designò il figlio adottivo, Ottone Guglielmo, erede del ducato.
Enrico (dux Heinricus) morì nel 1002, preso Pouilly-sur-Saône, sul fiume Saona (Castrum Pulliacum super Ararim) e fu sepolto ad Auxerre, come ci vienne confermato dal Rodulfus Glaber Cluniacensis, Historiarum Sui Temporis Libri Quinque; anche la Chronica Albrici Monachi Trium Fontium ci conferma la morte di Enrico, nel 1002, lasciando come erede Ottone I Guglielmo.; mentre il necrologio della cattedrale di Auxerre (non consultato), riporta che morì il 15 ottobre.

## Discendenza
Di Enrico non si conosce discendenza legittima.
Enrico adottò il figlio della prima moglie, Gerberga di Châlon, e del re d'Italia, Adalberto II, Ottone Guglielmo, che fu conte di Borgogna, e poi anche duca di Borgogna.
Da una o due amanti sconosciute, Enrico ebbe due figli illegittimi:
- Oddone († dopo il 1005), visconte di Beaune, come ci conferma la Chronica Albrici Monachi Trium Fontium[21]
- Enrico († prima del 1023), citato come signore di Vergy negli Annales de Bourgogne (non consultati)[14].

## Ascendenza
|                        |                      |                              | Genitori                |  |  | Nonni |  |  | Bisnonni         |  |  | Trisnonni |  |
|                        |                      |                              |                         |  |  |       |  |  | Roberto il Forte |  |  | …         |  |
|                        |                      |                              |                         |  |  |       |  |  | Roberto il Forte |  |  | …         |  |
|                        |                      | …                            |                         |  |  |       |  |  | Roberto il Forte |  |  |           |  |
| Roberto I di Francia   |                      |                              |                         |  |  |       |  |  | Roberto il Forte |  |  |           |  |
|                        |                      | Adelaide d'Alsazia           | Ugo di Tours            |  |  |       |  |  |                  |  |  |           |  |
|                        |                      | Adelaide d'Alsazia           | Ugo di Tours            |  |  |       |  |  |                  |  |  |           |  |
|                        |                      | Adelaide d'Alsazia           | Ava/Bava                |  |  |       |  |  |                  |  |  |           |  |
| Ugo il Grande          |                      | Adelaide d'Alsazia           |                         |  |  |       |  |  |                  |  |  |           |  |
|                        |                      | Erberto I di Vermandois      | Pipino I di Vermandois  |  |  |       |  |  |                  |  |  |           |  |
|                        |                      | Erberto I di Vermandois      | Pipino I di Vermandois  |  |  |       |  |  |                  |  |  |           |  |
|                        |                      | Erberto I di Vermandois      | …                       |  |  |       |  |  |                  |  |  |           |  |
| Beatrice di Vermandois |                      | Erberto I di Vermandois      |                         |  |  |       |  |  |                  |  |  |           |  |
|                        |                      | Liutgarda o Berta de Morvois | …                       |  |  |       |  |  |                  |  |  |           |  |
|                        |                      | Liutgarda o Berta de Morvois | …                       |  |  |       |  |  |                  |  |  |           |  |
|                        |                      | Liutgarda o Berta de Morvois | …                       |  |  |       |  |  |                  |  |  |           |  |
| Enrico I di Borgogna   |                      | Liutgarda o Berta de Morvois |                         |  |  |       |  |  |                  |  |  |           |  |
|                        | Ottone I di Sassonia | Liudolfo di Sassonia         |                         |  |  |       |  |  |                  |  |  |           |  |
|                        | Ottone I di Sassonia | Liudolfo di Sassonia         |                         |  |  |       |  |  |                  |  |  |           |  |
|                        | Ottone I di Sassonia | Oda di Billung               |                         |  |  |       |  |  |                  |  |  |           |  |
| Enrico I di Sassonia   | Ottone I di Sassonia |                              |                         |  |  |       |  |  |                  |  |  |           |  |
|                        |                      | Edvige di Babenberg          | Enrico di Franconia     |  |  |       |  |  |                  |  |  |           |  |
|                        |                      | Edvige di Babenberg          | Enrico di Franconia     |  |  |       |  |  |                  |  |  |           |  |
|                        |                      | Edvige di Babenberg          | …                       |  |  |       |  |  |                  |  |  |           |  |
| Edvige di Sassonia     |                      | Edvige di Babenberg          |                         |  |  |       |  |  |                  |  |  |           |  |
|                        |                      | Teodorico di Ringelheim      | Reginhart di Ringelheim |  |  |       |  |  |                  |  |  |           |  |
|                        |                      | Teodorico di Ringelheim      | Reginhart di Ringelheim |  |  |       |  |  |                  |  |  |           |  |
|                        |                      | Teodorico di Ringelheim      | Matilda                 |  |  |       |  |  |                  |  |  |           |  |
| Matilde di Ringelheim  |                      | Teodorico di Ringelheim      |                         |  |  |       |  |  |                  |  |  |           |  |
|                        |                      | Reinilde di Godefrid         | …                       |  |  |       |  |  |                  |  |  |           |  |
|                        |                      | Reinilde di Godefrid         | …                       |  |  |       |  |  |                  |  |  |           |  |
|                        |                      | Reinilde di Godefrid         | …                       |  |  |       |  |  |                  |  |  |           |  |
|                        |                      | Reinilde di Godefrid         |                         |  |  |       |  |  |                  |  |  |           |  |

### Fonti primarie
- (LA)  Monumenta Germaniae Historica, Scriptores, tomus VII.
- (LA)  Monumenta Germaniae Historica, Scriptores, tomus III.
- (LA)  Monumenta Germaniae Historica, Scriptores, tomus IX.
- (LA)  Monumenta Germaniae Historica, Scriptores, tomus XXIII.
- (LA)  Cartulaire de l'Abbaye de Saint-Bertin: Cartolarium Sithiense.
- (LA)  Rodulfus Glaber Cluniacensis, Historiarum Sui Temporis Libri Quinque.
- (LA)  Rerum Gallicarum et Francicarum Scriptires, tomus XI.
- (FR)  Corpum Scriptorum Latinorum, tomus XI, Rhythmus satyricus, tradotto in francese da Sébastien Bricout.

### Letteratura storiografica
- Louis Halphen, Francia: gli ultimi Carolingi e l'ascesa di Ugo Capeto (888-987), in «Storia del mondo medievale», vol. II, 1979, pp. 636–661
- Louis Halphen, "La Francia dell'XI secolo", cap. XXIV, vol. II (L'espansione islamica e la nascita dell'Europa feudale) della Storia del Mondo Medievale, 1979, pp. 770–806.